# Melma (fiume)
Il Melma è un fiume del Veneto, in provincia di Treviso.

## Il percorso
Il fiume Melma è un fiume di risorgiva che fa parte del bacino idrografico del fiume Sile.
Nasce dalle risorgive Fontane Bianche a Lancenigo e scorre da nord a sud attraversando Pezzan, Carbonera, Lanzago e Silea, dove confluisce nel fiume Sile.
Gli affluenti del fiume Melma sono il Rio Rul e il Rio Piovesan.

## L’origine del nome
Benché il nome del corso d'acqua e l'omonimo nome comune italiano (melma) abbiano remotamente la stessa origine (nel longobardo melm), non si è mai avuta notizia di paludi o acquitrini lungo il torrente Melma, ma, anzi, di terreni fertili e boschi. Infatti la connotazione negativa del termine è da ascrivere a un'evoluzione successiva della lingua italiana, mentre in longobardo significava semplicemente "sabbia fine", "terreno sabbioso".

## L’utilizzo nel passato del Melma
Le acque del fiume Melma venivano sfruttate dall'uomo per l’irrigazione, la pesca, la navigazione e le attività artigianali. Infatti, l’acqua è servita come fonte di energia e ha permesso lo sviluppo di numerose attività produttive. Lungo il fiume Melma e i suoi affluenti erano presenti fabbriche di ghiaccio, zoccolifici, cartiere, folli da panni, battirame, segherie, mulini e centrali elettriche.

## L’utilizzo nel presente del Melma
Oggi, le acque del fiume Melma vengono sfruttate per la pesca, l’irrigazione dei campi e la produzione di energia idroelettrica. Infatti, lungo il fiume Melma si trova la turbina della famiglia Buosi, che fornisce energia alle case circostanti. 

## La catena alimentare del Melma
Il fiume Melma è un ambiente ricco di biodiversità. 
I produttori primari (autotrofi) che si trovano nel fiume Melma sono: elodea canadensis, veronica acquatica, erba gamberaia e lenticchie d’acqua. Essi vengono mangiati dai consumatori primari (erbivori).
I consumatori primari (erbivori) sono: gamberi, portasassi e efemerotteri. Essi vengono mangiati dai consumatori secondari e terziari (carnivori).
I consumatori secondari e terziari (carnivori) sono: il martin pescatore, il ditisco, lo spinarello, il ghiozzo, lo scorpione d’acqua, la rana, la trota e la larva di libellula. Alla loro morte, vengono mangiati dai decompositori.

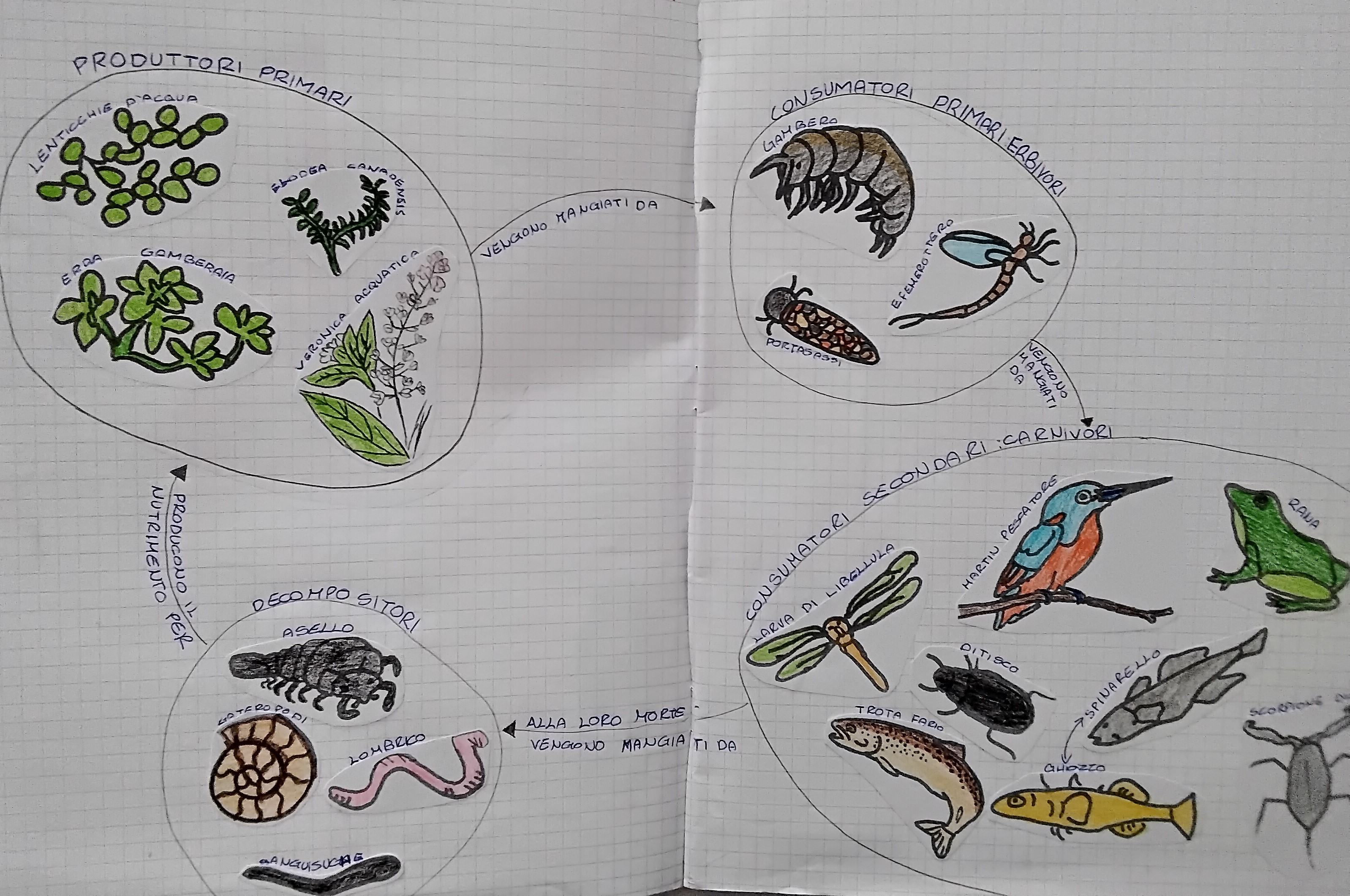
La catena alimentare del fiume Melma

I decompositori sono: sanguisughe, aselli, lombrichi e gasteropodi. Essi producono il nutrimento per i produttori primari.
Tra le specie alloctone che hanno alterato la catena alimentare del fiume Melma vi sono la nutria e il gambero della Louisiana. La nutria è un grosso roditore, originario dell’America meridionale, che provoca danni alle coltivazioni, distrugge i nidi degli uccelli acquatici e scava la sua tana sugli argini dei fiumi, a volte facendoli crollare. Il gambero della Louisiana, originario dell’America del Nord è conosciuto anche come “gambero killer”, in quanto è portatore di alcune malattie come la “peste di gambero”, che minacciano le popolazioni di gamberi locali.